# Александър Хемон
Александър Хемон (на английски: Aleksandar Hemon) е босненско-американски журналист, сценарист и писател на произведения в жанра социална драма и документалистика.

## Биография и творчество
Александър Хемон е роден на 9 септември 1964 г. в Сараево, СР Босна и Херцеговина, СФР Югославия. Баща му е инженер и има частичен украински произход (прадядото на Хемон идва в Босна от Западна Украйна преди Първата световна война, когато и двете страни са били част от Австро-Унгарската империя), а майка му е счетоводителка и е босненска сръбкиня. Завършва сравнителна литература във Философския факултет на Сараевския университет през 1990 г. Занимава се с писане още от университета и е публикуван, когато е на 26 години. След дипломирането си работи в сараевската младежка преса.
Началото на войната в Босна и Херцеговина го заварва през 1992 г. като участник в обмен на журналисти в Чикаго, където решава да остане като политически бежанец и да се опита да пише на английски език. За да се издържа работи като агитатор на „Грийнпийс“, работник на поточна линия за сандвичи, продавач на велосипеди, продавач в книжарница и учител по английски език. Продължава да следва и получава магистърска степен по английска филология от Северозападния университет през 1996 г.
Първият му разказ на английски, „Животът и работата на Алфонс Каудерс“, е публикуван през 1995 г. През 2000 г. е публикуван сборникън му с разкази „Въпросът за Бруно“. Първият му роман „Човек от никъде“ е издаден през 2002 г., който е полуавтобиографичен и представя вълненията на героя, който следи събитията от войната пред телевизора и си проправя нов път в чужбина. През 2000 г. получава американско гражданство.
През 2008 г. е издаден романът му „Проектът Лазар“. Сюжетът му е вдъхновен от истинска история: на 2 март 1908 г. Лазар Ейвърбук – източноевропейски емигрант с еврейски произход, оцелял от кървавия великденски погром срещу евреите в Кишинев през 1903 г., се вижда с Джордж Шипи, шеф на полицията в Чикаго, среща, която завършва с убийството на Лазар. В историята главният герой, босненският емигрант Брик, който работи в Чикаго като учител и журналист, печели стипендия, за да направи разследване и да напише книга за Лазар. Романът печели литературни награди и е високо оценен от литературните критици.
Негови публикации има често в „Ню Йоркър“, и пише също за „Ескуайър“, The Paris Review, „Ню Йорк Таймс“ и като колумнист за сараевското списание Dani. Автор е и на няколко документални книги, предимно мемоари за живота му. Творбите му изследват проблемите на изгнанието, идентичността и дома чрез герои, извлечени от собствения му опит. Те се отличават с изобретателното използване на английския език. През 2004 г. получава „стипендия за гений“ от фондация „Макартър“.
Заедно с босненската режисьорка Ясмила Жбанич е съавтор на сценария за филма „Островът на любовта“. Заедно с Дейвид Мичъл и Лана Уашовски е съавтор на сценария за филма „Матрицата: Възкресения“.
Александър Хемон живее със семейството си в Чикаго.

## Произведения

### Самостоятелни романи
- Nowhere Man (2002)[1][2]
- The Lazarus Project (2008)
Проектът Лазар, изд.: „Сиела“, София (2012), прев. Богдан Русев
- The Making of Zombie Wars (2015)
- The World and All That It Holds (2023)

### Новели
- A Coin (1997)[1]

### Сборници
- The Question of Bruno (2000)[1][2]
- Love and Obstacles (2009)
Любов и препятствия, изд.: „Сиела“, София (2012), прев. Богдан Русев

### Документалистика
- The Book of My Lives (2013)[1][2]
- The Matters of Life, Death, and More: Writing on Soccer (2014)
- My Prisoner (2015)
- My Parents (2019)
- My Parents: An Introduction / This Does Not Belong to You (2019)
- Behind the Glass Wall (2021)

### Други издадени на български език
- Стълба към небето – разказ, сп. „Съвременник“ бр. 2, с. 419 – 436 (2010), прев. Александър Мирчев
- Стаята на Шмура – разказ, сп. „Съвременник“ бр. 3, с. 58 – 73 (2011), прев. Здравка Евтимова
- Диригентът – есе, сп. „Съвременник“ бр. 1, с. 64 – 80 (2011), прев. Здравка Евтимова
- Добър живот – разказ, сп. „Литературен вестник“ бр. 33, с. 9 (2012), прев. Богдан Русев
- Кучетата на войната – разказ, сп. „Granta България“ бр. 4, с. 139 – 152) (2014), прев. Невена Дишлиева-Кръстева
- Лъжецът – разказ в сборника „Книга за другите“, изд. ICU (2016), прев. Невена Дишлиева-Кръстева

### Екранизации
- 2014 Островът на любовта, Love Island – с Ариан Лабед
- 2018 Sense8 – тв шоу, 1 епизод
- 2021 Матрицата: Възкресения, The Matrix Resurrections – с Киану Рийвс и Кери-Ан Мос